# Lidové noviny
Lidové noviny (jelentése: Nép Újság) egy prágai kiadású cseh napilap, amit 1893-ban alapítottak. Az újság Csehország legrégebbi újsága és egyben az egyik legnagyobb példányszámban terjesztett, országos napilapja. A napilap közéleti, politikai, gazdasági, kulturális és tudományos témákkal foglalkozik jobbközép, konzervatív szellemiségben. Politikailag a Polgári Demokrata Párthoz és jelenleg az ANO 2011 párthoz áll közel. Mottója: Nezávislý denik založený 1893 (Független napilap 1893 óta).

## Története
1893-ban alapította a napilapot Adolf Stránský. Az újságban eleinte cseh írók, értelmiségiek és politikusok írtak cikkeket külpolitikai és kulturális témákban. Egyben ez volt az első cseh napilap, amely politikai karikatúrákat jelentetett meg. Az újság működését felfüggesztették a második világháború alatt, majd 1952-ben megszűnt.
1987-ben a disszidensek egy csoportjának vezetői -  Jiří Ruml, Jiří Dienstbier és Ladislav Hejdánek - ajánlatot tettek, hogy a lapot szamizdatban jelentessék meg. Az év őszén két "nulladik szám" jelent meg, majd 1988. januárjában megjelent az első szamizdatban újra kiadott szám. 1989-től legálissá vált a lap és hivatalosan is megjelenhetett, ami 1990 tavaszától napilap lett.
1998-ban a német Rheinisch-Bergische Druckerei und Verlagsgesellschaft GmbH cégcsoport részévé vált a lapot tulajdonló cseh Mafra a.s . 2013-ban a Mafra az Andrej Babiš tulajdonában levő Agrofert leányvállalata lett.

## Főszerkesztők
- Jiří Ruml (1988–1990)
- Rudolf Zeman (1990–1991)
- Jaroslav Veis (1991–1992)
- Tomáš Smetánka (1992–1993)
- Jaromír Štětina (1993–1994)
- Jiří Kryšpín (1994) – interim
- Libor Ševčík (1994–1996)
- Jefim Fištejn (1996–1997)
- Pavel Šafr (1997–2000)
- Veselin Vačkov (2000–2009)
- Dalibor Balšínek (2009-2013)
- Lékó István (2013-)